# Aroeira (cartunista)
Renato Aroeira (Belo Horizonte, 18 de maio de 1954) é um chargista e saxofonista brasileiro. Começou sua carreira aos 17 anos, fazendo ilustrações para a coluna sobre esportes de seu pai no Jornal de Minas. Fez charges para os principais jornais do Rio de Janeiro, como O Globo e O Dia, além de outros veículos, como a revista IstoÉ. Desde 2019 é chargista do portal Brasil 247. Foi casado com a diretora de cinema Aida Queiróz e atualmente é marido da violinista e radialista Cláudia Barcellos, ao lado de quem participa do Trio das Quartas, grupo musical criado em 2014 por Aroeira (saxofone), Cláudia (violino) e Kiko Chavez (violão de sete cordas).

## Tentativas de censura
Em 2019, o advogado Rodrigo Fux, filho do ministro do STF, Luiz Fux, pediu a abertura de um processo criminal contra Aroeira devido a uma charge, publicada durante as eleições de 2018, que retratava o então candidato à presidência Jair Bolsonaro e o premiê israelense Benjamin Netanyahu formando o símbolo da suástica com os braços. A acusação foi de que a charge seria antissemita. A 5ª Câmara Cível do Tribunal de Justiça (TJ) do Rio de Janeiro definiu que a referência ao nazismo possuía propósito satírico e não causaria danos morais. A sentença ainda registrou que, no ano anterior, Bolsonaro não ficara constrangido em tirar fotografia ao lado de um homem fantasiado de Adolf Hitler.
Em 15 de junho de 2020, Aroeira e Ricardo Noblat foram alvos de pedido de investigação protocolado na Procuradoria-Geral da República (PGR) pelo ministro da Justiça e Segurança Pública, André Mendonça. Tendo por base a Lei de Segurança Nacional (criada durante a ditadura militar brasileira), foi aberto de um inquérito sobre uma postagem de Noblat no Twitter, em que compartilhava uma charge de Aroeira sobre Bolsonaro. A charge, que trazia o título "Crime continuado", mostrava o presidente com um pincel e uma lata de tinta como se tivesse acabado de pintar uma suástica em cima de uma cruz vermelha (símbolo de serviços de saúde) enquanto falava "Bora invadir outro?", fazendo referência à fala do presidente que pedia para que as pessoas invadissem hospitais durante a pandemia de COVID-19.
Já no dia seguinte ao pedido de investigação, diversos chargistas, no Brasil e no exterior, começaram a fazer suas próprias versões derivadas da charge original trazendo o título "Charge continuada" (em referência ao título "Crime continuado" da charge original) e com a utilização da hashtag #SomosTodosAroeira para divulgação nas redes sociais. Todas as charges derivadas foram reunidas na conta @somostodosaroeira do Instagram, chegando a mais de 400 artes diferentes relacionadas à charge original.

## Prêmios
Em outubro de 2020, durante a divulgação dos vencedores do Prêmio Jornalistico Vladimir Herzog de Anistia e Direitos Humanos, a comissão organizadora do prêmio anunciou a criação, exclusivamente para esta edição do evento, do "Prêmio Destaque Vladimir Herzog Continuado", especialmente para homenagear Aroeira em decorrência do processo pela charge de Bolsonaro pintando uma suástica no símbolo da saúde. Com isso, além de Aroeira, todos os 109 chargistas que inscreveram trabalhos relacionados ao movimento Charge Continuada no Vladimir Herzog foram laureados com este prêmio especial.